# 台灣特高警察物語
《台灣特高警察物語》是曾負責偵辦臺灣日治時期晚期之高雄州特高事件中的旗山事件的特別高等警察的寺奧德三郎所寫，是他祕藏三十多年的手記與他對擔任特高警察時的心情回顧、表白與自省。該書共由三個不同時期的部分寫成。根據作者在該書寫於1980年4月25日的序中，表示他最初是以寫「特高懺悔錄」的心情撰寫的，但後來經一些朋友的忠告，認為以「特高懺悔錄」為書名會讓人以為特別高等警察是惡政的爪牙而更改書名:(6)。這本書可為研究臺灣日治時期後期「政治冤獄」的史料。

## 內容簡介
- 第一集 南方之風暴（獄中手記）：據作者所言，這一部分是他在1946年被關在監獄裡時意外撿到一支鉛筆，利用看守沒注意到的時間寫在每天配給的草紙上，打算僥倖返回日本之後要將他們特高警察的輝煌實績，以及日本戰敗後被釋放的政治犯對他們的報復迫害向新的日本政府投訴而寫[3]:4。而第三部分「三十年後之記錄」則補充當時在獄中會想寫手記的動機是「無論如何要使日本政府知道被逮捕投獄的真相」、「將事件當時之直接上司仲井警部的崇高殉職和不滅功績永留後世」、「倘若我不幸在獄中死亡，就做為對家族的遺言；如果僥倖得以活著回日本，就保存為值得記念的人生記錄」，而日後作者返回日本後，因戰後日本國內相當混亂，衣食住也有困難，加上進駐軍查閱相當嚴密，所以那時並沒有將手記公表的勇氣[3]:127。
- 第二集 特高懺悔錄：根據此部分前面，由時任公安調查廳法務事務官的作者於1957年3月所寫的簡介，此一部分是敘述高雄州不逞陰謀事件（中譯本譯為「臺灣獨立陰謀事件」）的偵辦過程，其中赤裸裸地描述當時臺灣特高警察的真貌，對於會受到相當之批判已有所預料，故名之為「特高懺悔錄」[3]:52。第三部分「三十年後之記錄」則補充說這是紀念且記錄自己承辦過的案件為動機而寫，主要是以他所承辦過的旗山事件為主，而撰寫當時他手邊並沒有參考資料，憑藉的只是他的記憶而已[3]:128。
- 第三集 三十年後之記錄：主要是收錄作者後來所得知或接觸到的訊息，與事件相關人員見面的情形等。其中由於第一集是他在獄中依據不確實情報所寫的東西，所以跟後來從事件相關人員得到的資訊有所出入，而作者並未直接修正獄中手記，而是將更正的資訊記在第三集裡[3]:128。
- 附錄——下秀雄〈高雄州不逞陰謀事件復命書〉：中譯本未翻譯此部分，而是以日文原文呈現；佔去該書約三分之一的篇幅[2]。林呈蓉〈寺奧德三郎之『台灣特高警察物語』——日治時代的白色恐怖〉一文認為該書之所以會收錄此份復命書，是因為作者只參與高雄州特高事件中旗山事件的的偵辦，而不清楚另外的鳳山及東港事件內情，故直接收錄相關史料以方便讀者理解整起事件[2]。